# Kościół ormiański w Iwano-Frankiwsku
Kościół ormiański pod wezwaniem Niepokalanego Poczęcia Najświętszej Maryi Panny – XVIII-wieczny kościół obrządku ormiańskiego w Iwano-Frankiwsku (dawnym Stanisławowie). Od 1991 prawosławny sobór pw. Opieki Matki Bożej, katedra eparchii iwanofrankiwskiej (początkowo w jurysdykcji Ukraińskiego Autokefalicznego Kościoła Prawosławnego, a od 2018 r. – Kościoła Prawosławnego Ukrainy).  

## Historia

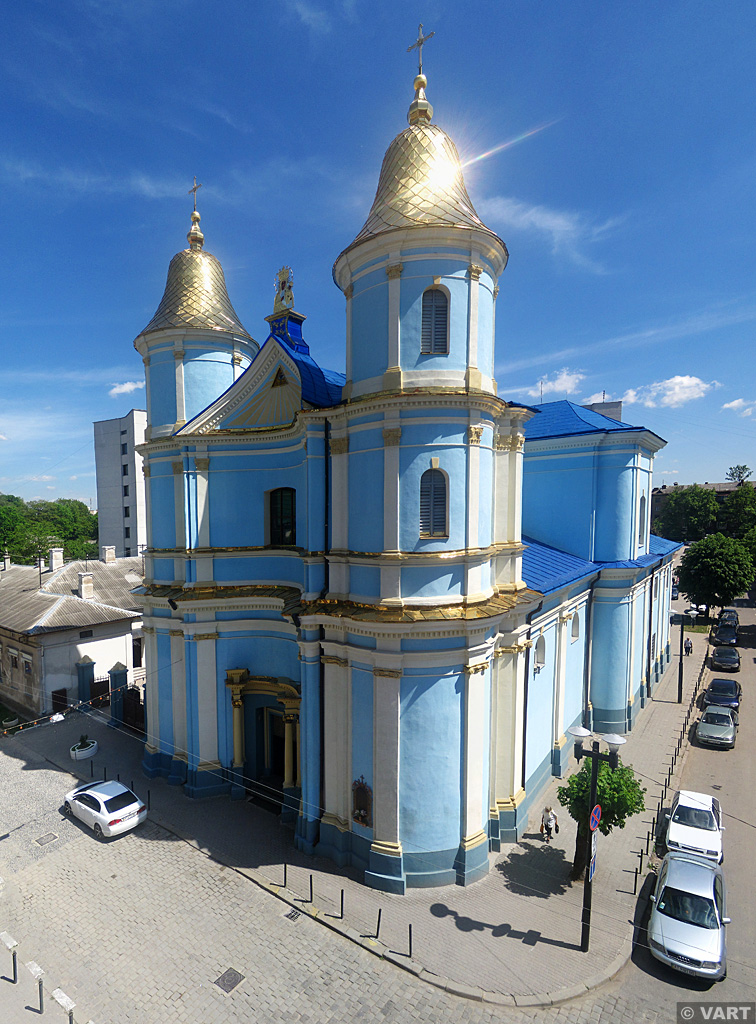
Kościół ormiański

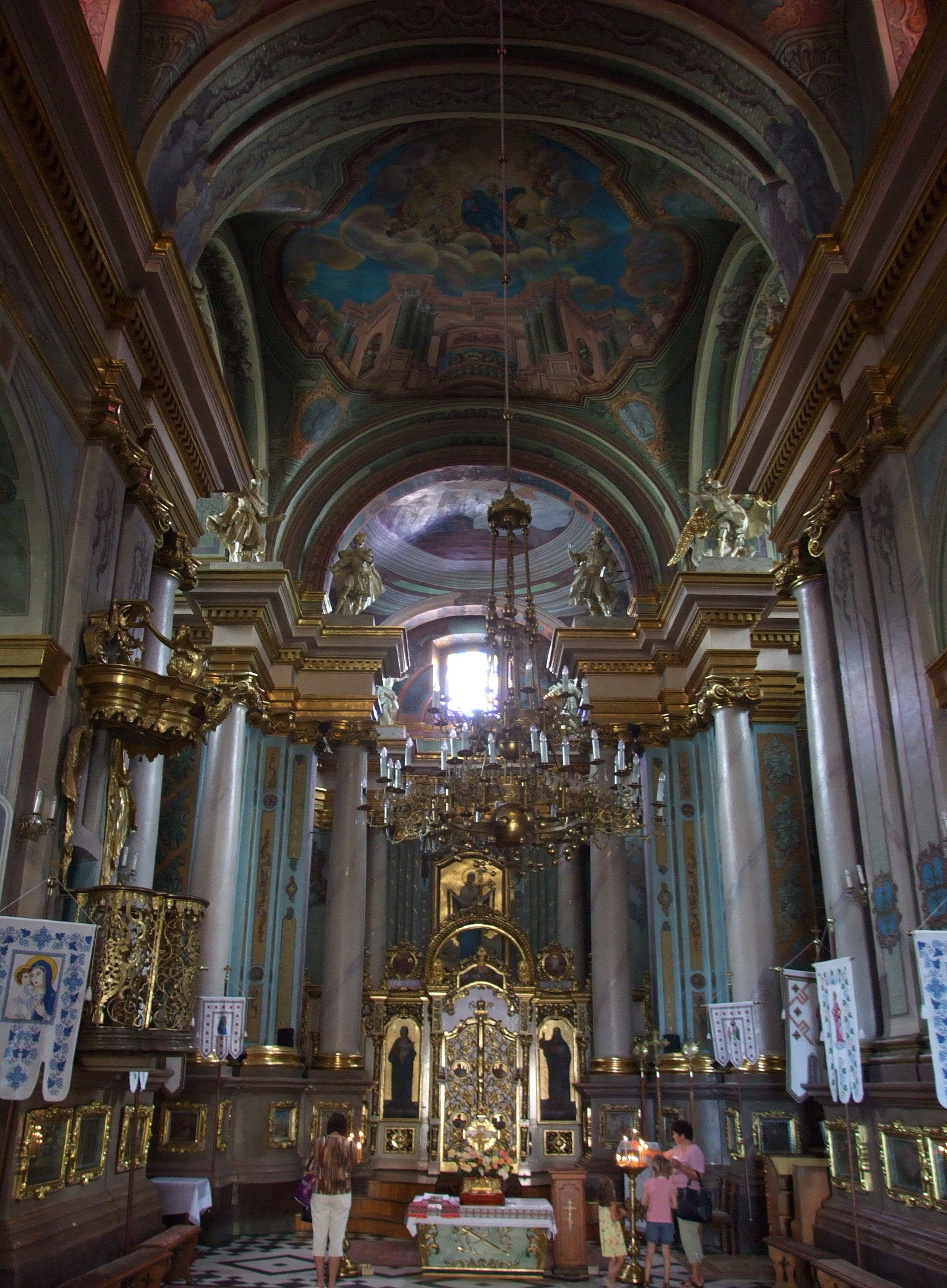
Wnętrze (2011)

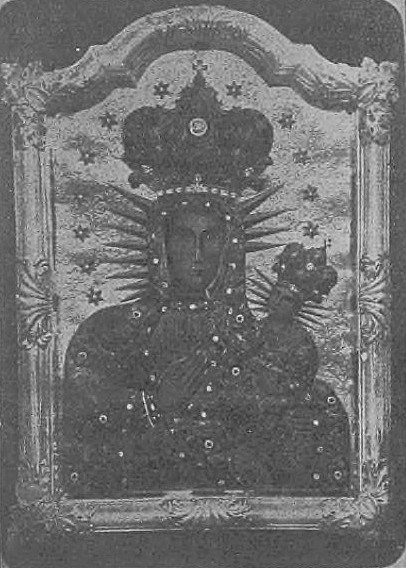
Obraz Matki Boskiej Łaskawej (1937)

Ormian do miasta z Mołdawii i Siedmiogrodu sprowadził w 1662 Andrzej Potocki. Zbudowali oni tutaj własny, drewniany kościół. Okazał się on jednak za mały ze względu znajdujący się w nim obraz Matki Bożej Łaskawej, który cieszył się ogromnym kultem. Powodem tego kultu było wydarzenie z 22 sierpnia 1742 r., kiedy to na obrazie, będącym wierną kopią Madonny Częstochowskiej pojawiły się łzy.  
Budowę nowego, murowanego kościoła rozpoczęto w 1743 r.; 28 maja kanonik kolegiaty stanisławowskiej Antoni Małachowski poświęcił kamień węgielny w obecności ówczesnego właśсiciela miasta hetmana Józefa Potockiego, który zapisem z 24 czerwca 1748 przeznaczył na dokończenie budowy rentę 1000 złotych rocznie wypłacaną przez kahał żydowski miasta. Budowla została ukończona w 1762 r. dzięki wsparciu finansowym Józefa Potockiego (zm. 1751). Poświęcenia dokonał 22 sierpnia 1773 r. ormiański abp Jakub Augustynowicz. 
Kościół zbudowano w stylu włoskiego baroku. W XIX wieku był on dwukrotnie remontowany przez ówczesnego proboszcza Izaaka Mikołaja Isakowicza, późniejszego arcybiskupa ormiańskokatolickiego.  Raz w 1858 r., drugi raz po pożarze we wrześniu 1868 r.. Wprowadzono zmiany w jego architekturze. Obniżono wieże, zastępując barokowe kopuły dzwonowymi hełmami. Kościół został uszkodzony podczas I wojny światowej. 30 maja 1937 r. nastąpiła uroczysta koronacja obrazu Matki Bożej Łaskawej z udziałem z biskupów trzech obrządków katolickich, w tym prymasa Augusta Hlonda i arcybiskupa ormiańskokatolickiego Józefa Teodorowicza. Wykonawcą obu koron do obrazu był lwowski złotnik
Franciszek W. Dąbrowski.
W czasie II wojny światowej ówczesny proboszcz Leon Isakowicz ratował Żydów przez wystawianie im ormiańskich dokumentów kościelnych. W 1946 r. obraz Matki Bożej Łaskawej wraz z wotami i wieloma sprzętami kościelnymi został wywieziony przez ostatniego proboszcza, ks. Kazimierza Filipiaka do kościoła Świętych Piotra i Pawła w Gdańsku. 
W czasach ZSRR w świątyni w Stanisławowie znajdowało się muzeum religii i ateizmu. W 1990 budynek został przekazany eparchii iwano-frankowskiej Ukraińskiego Kościoła Prawosławnego Patriarchatu Moskiewskiego, jednak już w 1991 zarządzający nim ks. Stepan Abramczuk przeniósł się do Ukraińskiego Autokefalicznego Kościoła Prawosławnego. Jako prawosławna cerkiew obiekt nosi wezwanie Opieki Matki Bożej, a w nowej jurysdykcji otrzymał rangę soboru. Nowi właściciele przemalowali ściany zewnętrzne na niebieski kolor – heraldyczny kolor Matki Boskiej. W 2008 r. w mediach pojawiła się informacja, że podczas renowacji budynku pracownicy zamalowali malowidła ścienne Jana Sołeckiego, co wywołało skandal. W 2010 renowacja kościoła ormiańskiego została zakończona. 
Zbigniew Hornung wysunął przypuszczenie, że projektantem kościoła mógł być kapitan A. Schülzer z komendy twierdzy stanisławowskiej. W 1996 autorstwo projektu budynku nadal było nieustalone. Jerzy Kowalczyk twierdził, że autor zaprojektował fasadę kościoła na wzór jednej z elewacji kościoła Cystersów w Oseku.
Przed II wojną światową Z. Hornung łączył ze szkołą Baltazara Permosera i Józefem Fedewothem rzeźby zdobiące wnętrze kościoła, natomiast już po wojnie przypisywał je Janowi Jerzemu Plerschowi. Tadeusz Mańkowski uznał szereg rzeźb w kościele za dzieła Macieja Polejowskiego.
Ciemno polichromowane rzeźby z kaplic bocznych znajdują się w magazynach Lwowskiej Galerii Obrazów w Olesku.